# Verliebt in Dich
"Verliebt in Dich" ("Em amor contigo") foi a canção que representou a Alemanha no Festival Eurovisão da Canção 1995 que se realizou em Dublin, na Irlanda.
A referida canção foi interpretada em alemão pela banda Stone & Stone, constituída por Cheyenne Stone e Glen Penniston. Foi a terceira canção a desfilar na noite do evento, a seguir à canção irlandesa "Dreamin'", interpretada por Eddie Friel e antes da canção bósnia "Dvadeset prvi vijek", cantada por Davorin Popović. A canção alemã terminou em 23.º e último lugar, tendo recebido apenas um voto, atribuído pelo júri maltês. Devido à fraca classificação, a Alemanha só voltaria em 1997, com o tema "Zeit", interpretado por Bianca Shomburg.

## Autores
- Letra e música:Cheyenne Stone
- Orquestrador: Herman Weindorf

## Letra
A canção é uma balada com uma temática religiosa, com a cantora expressando o seu amor e devoção a Deus e explicando que esta fé serve para confortar os tempos problemáticos.

## Versões
A banda gravou uma versão em inglês intitulada "(Oh Lord) I Realized It's You".